# Serguéi Treschov
Serguéi Yevguénievich Treschov (en ruso: Сергей Евгеньевич Трещёв) (Lípetsk, Unión Soviética, 18 de agosto de 1958) es un cosmonauta y oficial de la fuerza aérea rusa.

## Trayectoria
Entre 1982 y 1984, sirvió como líder de escuadrón en un regimiento de la Fuerza Aérea, pasando a trabajar en la corporación espacial RKK Energiya durante los dos años siguientes, donde, entre otras funciones, era responsable por la planificación y el análisis de las actividades de un cosmonauta a bordo de la estación orbital y su entrenamiento técnico. Trabajando conjuntamente con el Centro de Entrenamiento Yuri Gagarin, coordinó todas las facetas del entrenamiento de cosmonautas; otras de sus funciones incluían apoyo a las tripulaciones y simulación de situaciones de emergencia y escape de la estación Mir.
Entre 1992 y 1994, completó el entrenamiento de cosmonauta y pasó los tres años siguientes en un programa avanzado de entrenamiento. Entre 1998 y 1999, realizó en los entrenamientos para ingeniero de vuelo reserva de la estación Mir y de las naves Soyuz-TM y como reserva de la Expedición 3 a la Estación Espacial Internacional.
Serguéi  Treschov fue al espacio en 5 de junio de 2002 en la misión  STS-111 de la nave Endeavour,  de seis meses de duración en la Estación Espacial Internacional como integrante de la Expedición 5, tripulación mixta de americanos y rusos, durante la cual hizo una caminata espacial para instalación de componentes externos en uno de los módulos que componen la estación.
La Expedición 5 volvió a la Tierra tras siete meses, en diciembre de 2002, con Treschov completando en el periodo un total de 184 días en el espacio y cinco horas en Actividades extra-veiculares.